# PAX游戏展
便士街机游戏博览会，英文全称为Penny Arcade Expo，由于展会不再仅仅涉猎街机游戏，现一般仅用缩写，称其为PAX展会。PAX是一个大型游戏文化展会。展会内容涵盖电子游戏、桌游、街机等流行的游戏种类。展会每年在美国西雅圖、波士顿、費城、圣安东尼奥和澳大利亚維多利亞州的墨尔本市举办。PAX展会最初由杰里·霍尔金斯和迈克·克拉胡利克。他们两人是美国著名网络漫画《便士街机》的作者，由于他们想参加一个只有游戏的博览会，于是创办了PAX展会。
第一届PAX展会举办于2004年。游戏展开幕式由游戏业内人士发表主题演讲，展会有游戏主题的音乐会、游戏主题讲座、独立游戏和大型游戏开发商及发行商的参展展位、局域网联机多人电子游戏对战、桌游锦标赛和电子游戏自由游玩区等各种活动可以参加。每一届PAX展会会举办一个持续整个展会的锦标赛，参照马拉松将其取名为欧米茄松(megathon)。参赛人员随机组成队伍，相互竞争并最终争夺大奖。欧米茄松的决赛在展会的闭幕式举行，决赛游戏包括《俄羅斯方塊》、《乓》、《光环3》和《skee-ball》。

## 历史

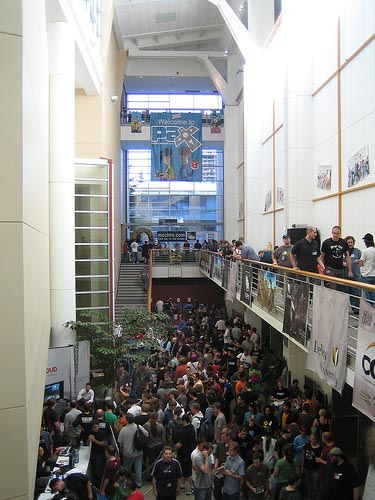
2006年PAX游戏展的游客将梅登堡中心挤满

2004年8月28日至29日，第一届PAX游戏展在华盛顿州的贝尔维尤的梅登堡中心举办，当时叫做“便士街机”游戏博览会。 随后的两年里，每年的8月份，博览会都在这里再次举办，参观人数逐年迅速增加，2004年有大约3300人参加，2005年将近9000名游客到场，2006年有超过19000人参加博览会。

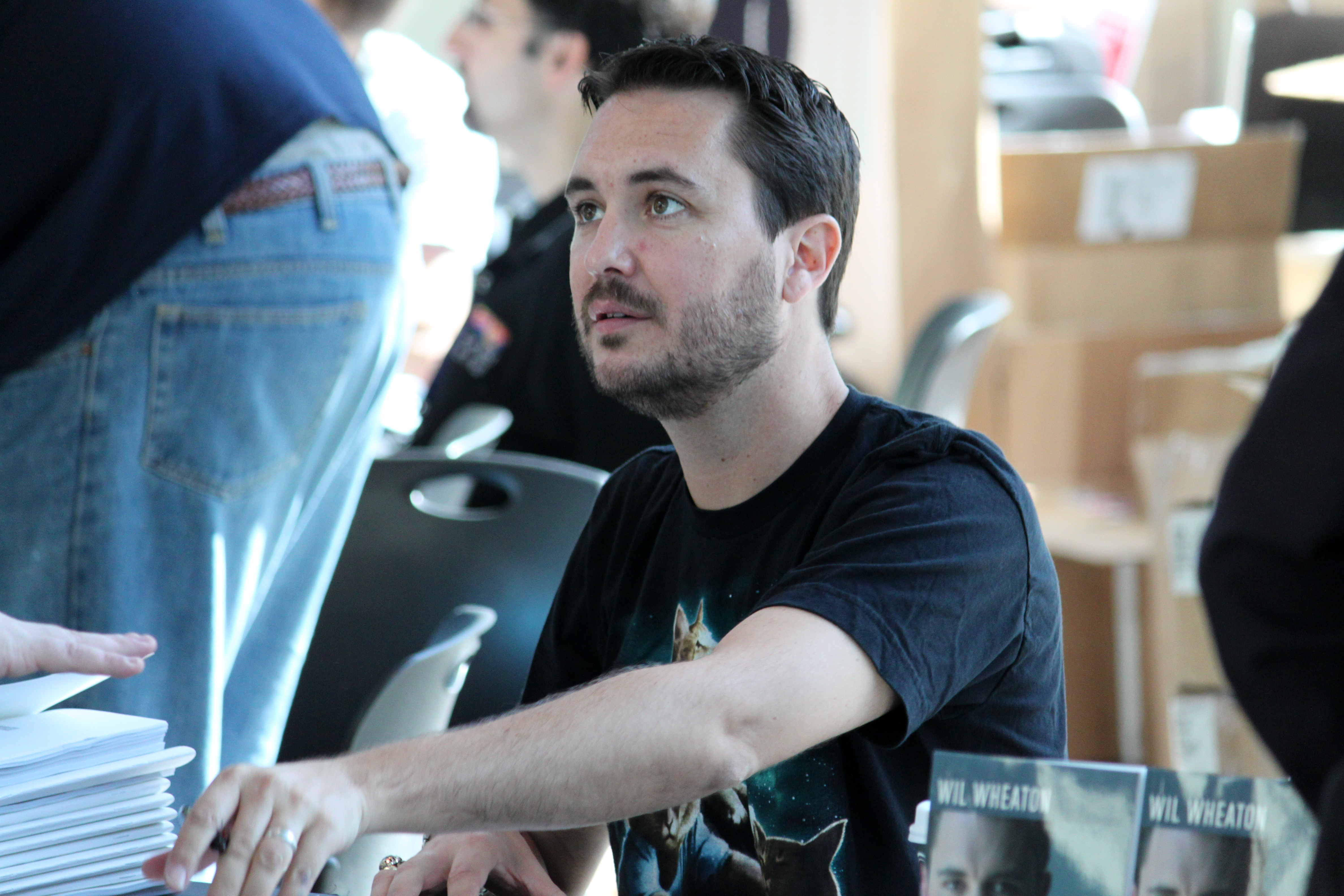
演员威尔·惠顿在2009年的PAX游戏展上签名

2007年，有超过39000游客游览博览会，由于参加游客太多，博览会移至华盛顿州会议及贸易中心举办。

### 拓展到其他城市
2010年，PAX在美国东海岸举办了他们的第一个分展会，并按地理位置取名为PAX East。PAX East 2010于3月26日在波士顿的海因斯会议中心举行，持续3天。PAX East 2010游戏展有52290人参加，与2009年的游览人数相媲美。从此以后，华盛顿州的展会被改名为PAX Prime。当年的PAX Prime有超过67600人参加，并第一次举办了会场外的活动。
超过7万名游客参加了PAX Prime 2011，开展前两天举办了一个仅面向游戏开发社群的活动，取名为PAX Dev。超过750名游戏从业人员参加了座谈会，为开发者提供了一个“可以自由表达和专注于事业”的平台。同年的3月，PAX East将游戏展举办地迁至波士顿会展中心。
2013年，PAX第一次在美国本土外开设分展，PAX Australia 2013在墨尔本展览地举办。PAX Prime 2013第一次将展会延长至4天，通行证六个小时就售罄。
2012早些时候，PAX East委员会决定将波士顿作为未来10年的PAX East举办地。
由于参加人数众多，PAX Australia 2014改至墨尔本会展中心举办。PAX Australia将会定居墨尔本至2019年。2015年，PAX在美国南部开设了新的展会，第一届PAX South于1月23日至25日在德克萨斯州的圣安东尼奥举办。会场设在亨利·巴博萨·冈萨雷斯会议中心，是PAX开幕年参加人数最多的分展。
2015年11月18日，PAX将PAX Prime重命名为「PAX West」。
在PAX South 2017游戏展上，PAX宣布便士街机将会举办一个全新的活动，名为PAX Unplugged。这个活动专为桌游设置，于2017年費城宾夕法尼亚会议中心举办。
PAX East 2018于4月5日至8日举办，第一次将展会延长至4天。

## 历届展会信息

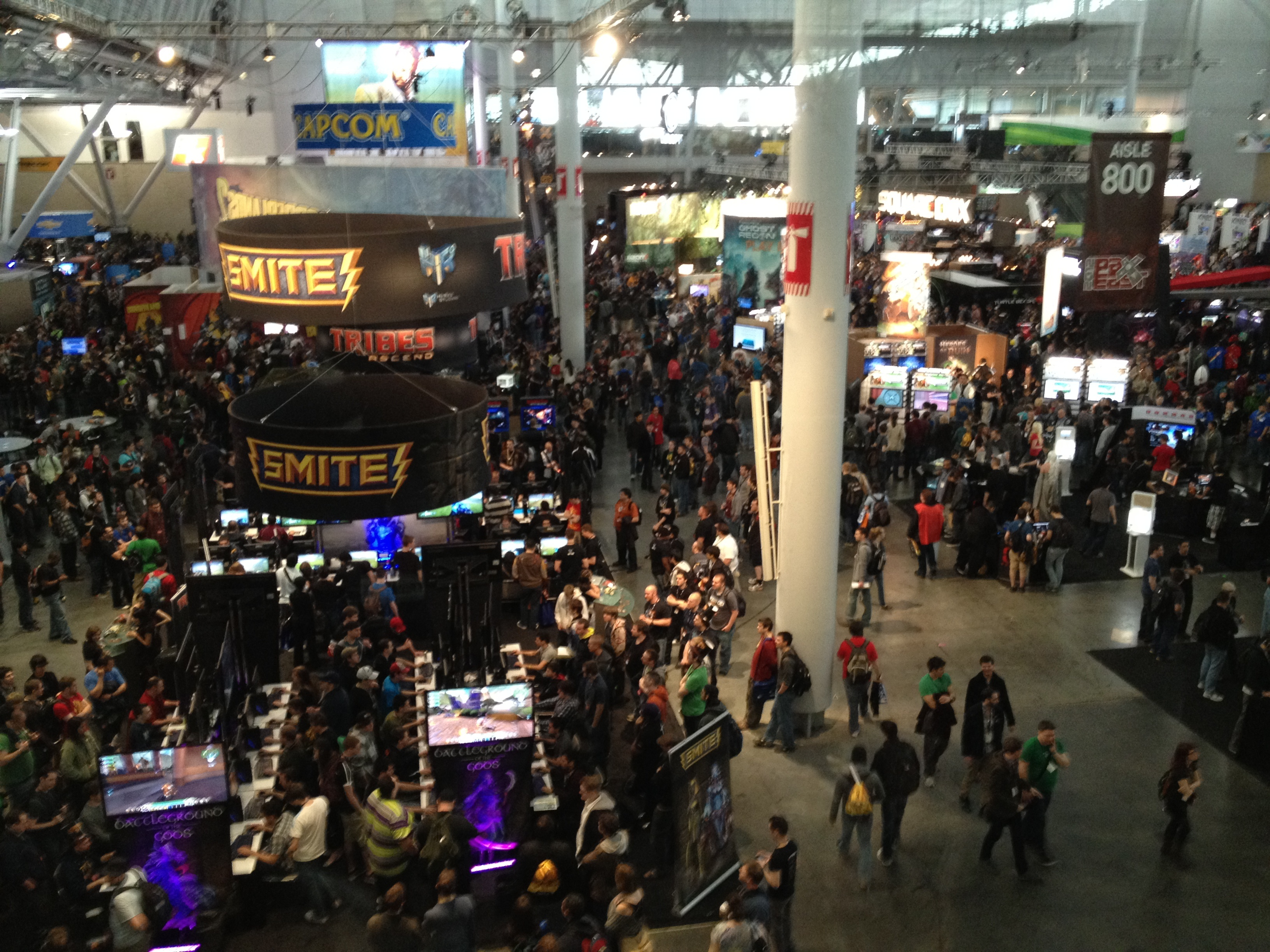
2012年PAX EAST展厅

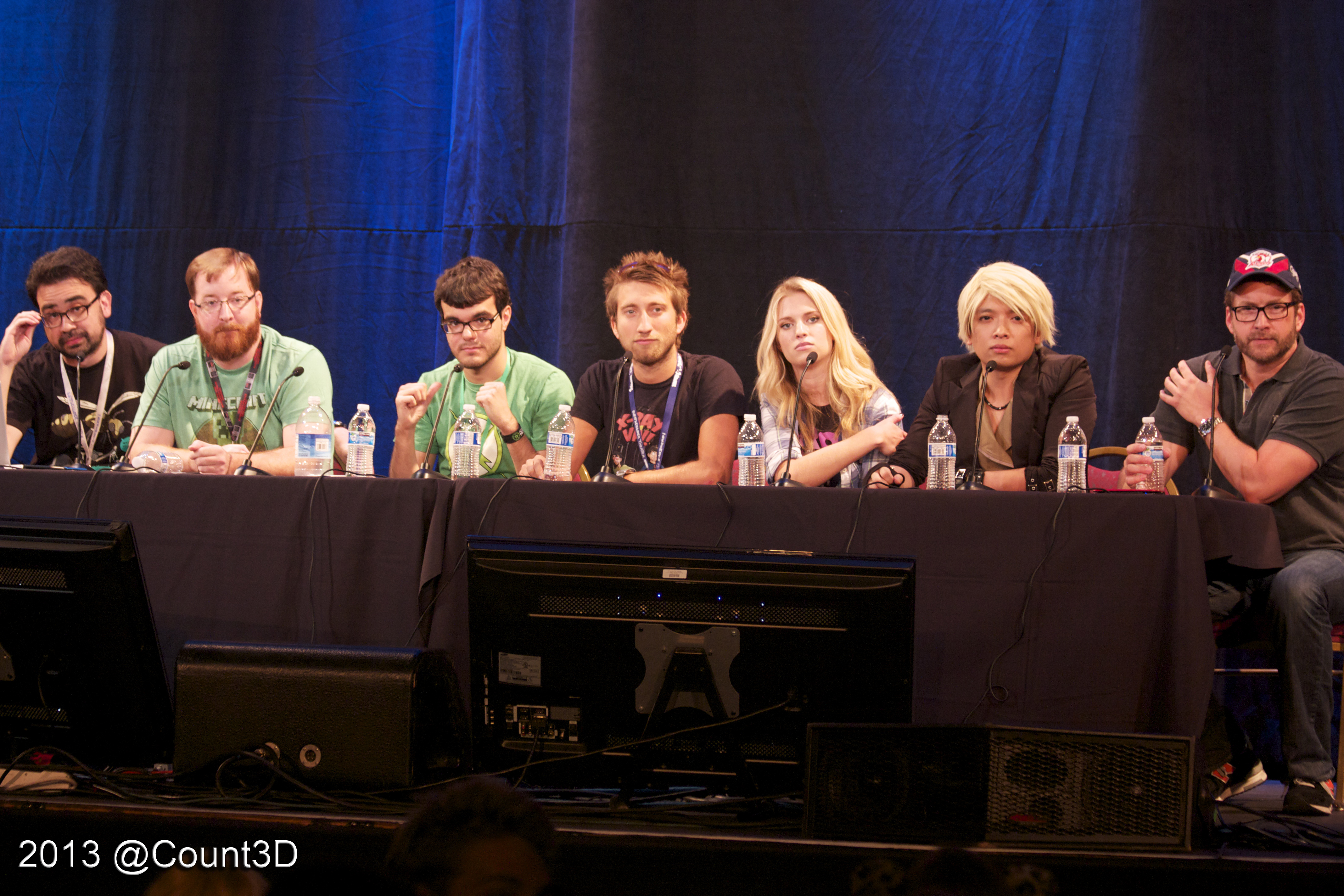
公鸡之牙的成员在2013年的PAX Prime上举办主题讲座

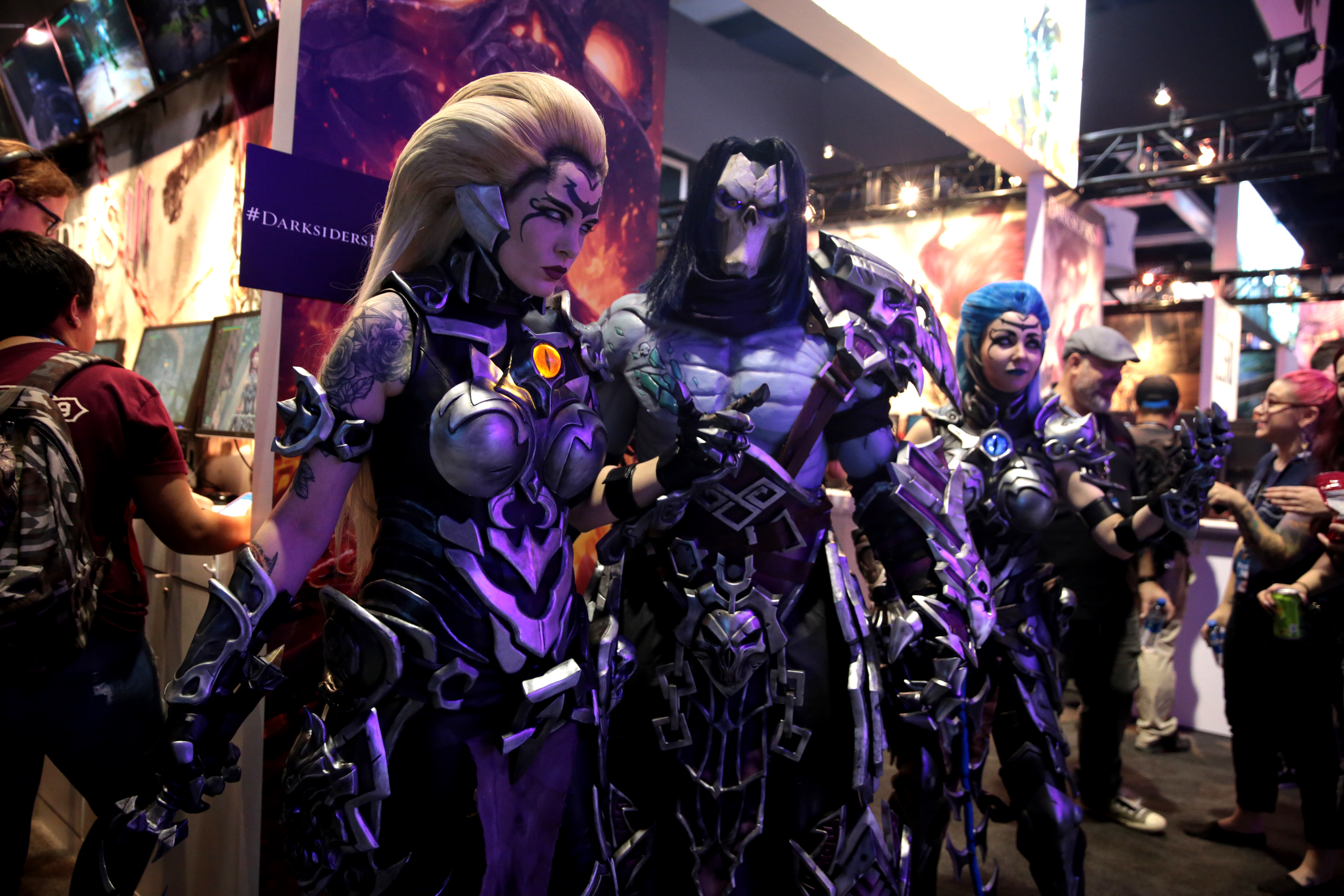
2018年PAX West展会上，Cosplay玩家为拍照摆出造型

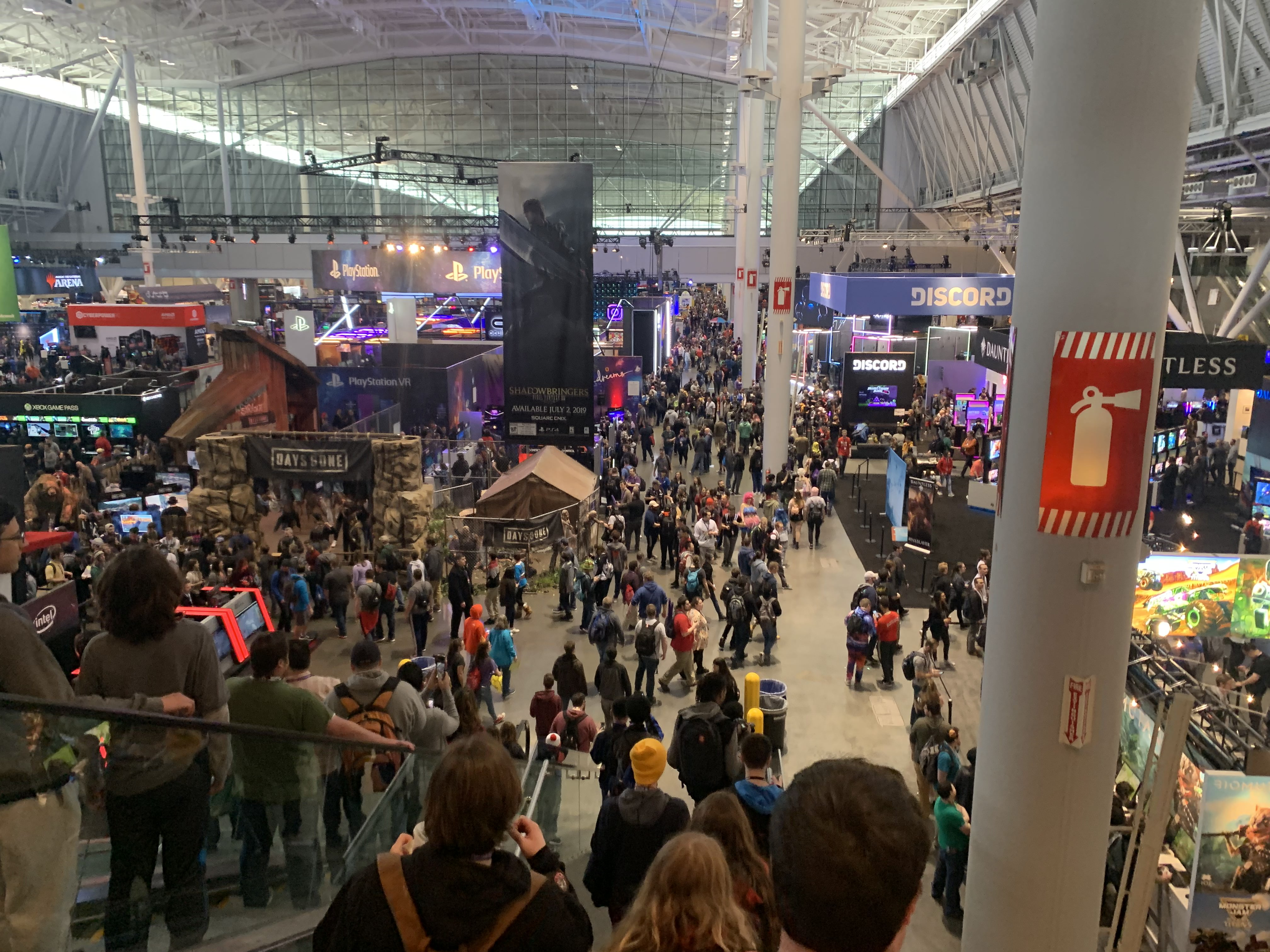
电子游戏公司在2019年PAX East展会上搭建的展台

| 年份 | PAX West                                       | PAX East                               | PAX Australia                    | PAX South                                    | PAX Unplugged                        |
| ---- | ---------------------------------------------- | -------------------------------------- | -------------------------------- | -------------------------------------------- | ------------------------------------ |
| 2004 | 8月28日-8月29日 梅登堡中心 3000人              |                                        |                                  |                                              |                                      |
| 2005 | 8月26日-8月28日 梅登堡中心 9000人              |                                        |                                  |                                              |                                      |
| 2006 | 8月25日-8月27日 梅登堡中心 19323人             |                                        |                                  |                                              |                                      |
| 2007 | 8月24日-8月27日 华盛顿州会议及贸易中心 39000人 |                                        |                                  |                                              |                                      |
| 2008 | 8月29日-8月31日 华盛顿州会议及贸易中心 58500人 |                                        |                                  |                                              |                                      |
| 2009 | 9月4日-9月6日 华盛顿州会议及贸易中心 60750人   |                                        |                                  |                                              |                                      |
| 2010 | 9月3日-9月5日 华盛顿州会议及贸易中心 67600人   | 3月26日-3月28日 海因斯会议中心 52290人 |                                  |                                              |                                      |
| 2011 | 8月26日-8月28日 华盛顿州会议及贸易中心 70000人 | 3月11日-3月13日 波士顿会展中心 52290人 |                                  |                                              |                                      |
| 2012 | 8月31日-9月2日 华盛顿州会议及贸易中心          | 4月6日-4月8日 波士顿会展中心           |                                  |                                              |                                      |
| 2013 | 8月30日-9月2日 华盛顿州会议及贸易中心          | 3月22日-3月24日 波士顿会展中心         | 7月19日至7月21日 墨尔本展览地    |                                              |                                      |
| 2014 | 8月29日-9月1日 华盛顿州会议及贸易中心          | 4月11日-4月13日 波士顿会展中心         | 10月31日-11月2日 墨尔本会展中心  |                                              |                                      |
| 2015 | 8月28日-8月31日 华盛顿州会议中心               | 3月6日-3月8日 波士顿会展中心           | 10月30日-11月1日 墨尔本会展中心  | 1月23日-1月25日 亨利·巴博萨·冈萨雷斯会议中心 |                                      |
| 2016 | 9月2日-9月5日 华盛顿州会议中心                 | 4月22日-4月24日 波士顿会展中心         | 11月4日-11月6日 墨尔本会展中心   | 1月29日-1月31日 亨利·巴博萨·冈萨雷斯会议中心 |                                      |
| 2017 | 9月1日-9月4日 华盛顿州会议中心                 | 3月10日-3月12日 波士顿会展中心         | 10月27日-10月29日 墨尔本会展中心 | 1月27日-1月29日 亨利·巴博萨·冈萨雷斯会议中心 | 11月17日-11月19日 宾夕法尼亚会议中心 |
| 2018 | 8月31日-9月3日 华盛顿州会议中心                | 4月5日-4月8日 波士顿会展中心           | 10月26日-10月28日 墨尔本会展中心 | 1月12日-1月14日 亨利·巴博萨·冈萨雷斯会议中心 | 11月30日-12月2日 宾夕法尼亚会议中心  |
| 2019 | 8月30日-9月2日 华盛顿州会议中心                | 3月28日-3月31日 波士顿会展中心         | 11月11日-11月13日 墨尔本会展中心 | 1月18日-1月20日 亨利·巴博萨·冈萨雷斯会议中心 | 12月6日-12月8日 宾夕法尼亚会议中心   |
| 2020 |                                                | 2月27日-3月1日 波士顿会展中心          |                                  | 1月17日-1月19日 亨利·巴博萨·冈萨雷斯会议中心 |                                      |